# Casearia velutina
Casearia velutina Blume – gatunek rośliny z rodziny wierzbowatych (Salicaceae Mirb.). Występuje naturalnie w Indonezji, Malezji, Tajlandii, Laosie, Wietnamie oraz Chinach (w prowincjach Fujian, Guangdong, Kuejczou, Hajnan i Junnan, a także w regionie autonomicznym Kuangsi). 

## Morfologia
PokrójZrzucające liście drzewo lub krzew dorastające do 10 m wysokości.
LiścieBlaszka liściowa ma owalny kształt. Mierzy 7–20 cm długości oraz 4–8 cm szerokości, jest piłkowana na brzegu, ma zaokrągloną nasadę i tępy lub spiczasty wierzchołek. Ogonek liściowy jest nagi i dorasta do 5–10 mm długości.
KwiatySą zebrane w pęczki, rozwijają się w kątach pędów. Mają 5 działek kielicha o owalnym kształcie i dorastających do 2–3 mm długości. Kwiaty mają 5–8 pręcików.
OwoceMają podługowato elipsoidalny kształt.

## Biologia i ekologia
Rośnie w wiecznie zielonych lasach. Występuje na wysokości do 1800 m n.p.m.